# Republic XF-103
Republic XF-103 là một đề án của Hoa Kỳ nhằm phát triển một loại máy bay tiêm kích đánh chặn tốc độ cao, có khả năng đánh chặn tiêu diệt các máy bay ném bom của Liên Xô.

## Tính năng kỹ chiến thuật (XF-103, theo thiết kế)
Đặc điểm tổng quát
- Kíp lái: 1
- Chiều dài: 77 ft (23,5 m)
- Sải cánh: 34 ft 5 in (10,5 m)
- Chiều cao: 16 ft 7 in (5,1 m)
- Diện tích cánh: 401 ft² (37,2 m²)
- Trọng lượng rỗng: 24.949 lb (11.317 kg)
- Trọng lượng có tải: 38.505 lb (17.466 kg)
- Trọng lượng cất cánh tối đa: 42.864 lb (19.443 kg)
- Động cơ:
  - 1 × Wright XJ67-W-3 kiểu turbojet, 15.000 lbf (66,7 kN)
  - 1 × Wright XRJ55-W-1 kiểu ramjet, 18.800 lbf (83,6 kN)

 Hiệu suất bay 
- Vận tốc cực đại: Mach 3 (turbojet) / Mach 5 (ramjet)
- Trần bay: 80.000 ft + (24.390 m +)
- Vận tốc lên cao: 19.000 ft/phút (5.800 m/phút)
- Tải trên cánh: 96 lb/ft² (470 kg/m²)
- Lực đẩy/trọng lượng (phản lực): 0,57:1 (chỉ với đốt tăng lực); 0,95:1 (đốt tăng lực + ramjet)

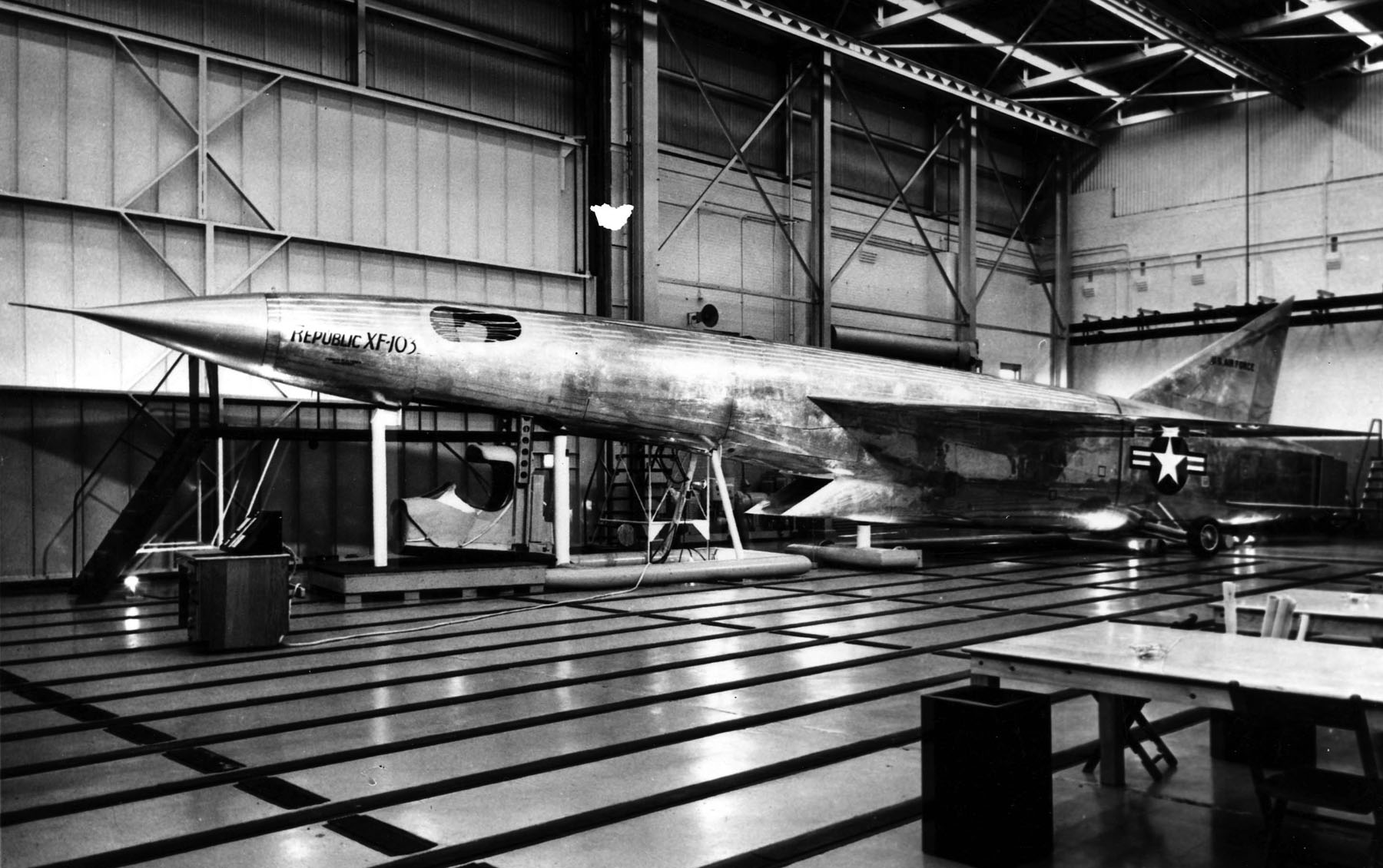
Mô hình XF-103

- Bán kính chiến đấu: 245 mi (394 km)
- Tầm bay chuyển sân: 1.545 mi (2.486 km)

Trang bị vũ khí

- 36 rocket 2.75 in (70 mm) FFAR

và
- 6 GAR-1/GAR-3 AIM-4 Falcon

hoặc
- 4 tên lửa GAR-1/GAR-3 AIM-4 Falcon
- 2 tên lửa không đối không hạt nhân